# غاري لارسن
غاري لارسن (بالإنجليزية: Gary Larsen) هو لاعب كرة قدم أمريكية أمريكي، ولد في 13 مارس 1940 في فارغو في الولايات المتحدة.

## وصلات خارجية
- غاري لارسن على موقع مرجع كرة القدم المحترفة.كوم (الإنجليزية)